# Луцій Корнелій Сізенна
Луцій Корнелій Сізенна ( 118 до н. е. —  67 роки до н. е.) — давньоримський політик, військовик, історик-анналіст. Походив із знатної етруської родини. Став прихильником Корнелія Сулли під час Союзницької війни. Вже у 80 році до н. е. переїздить до Риму. У 78 році до н. е. Сізенна стає претором міста, а наступного року пропретором (намісником) Сицилії. За своїми поглядами Сізенна був на боці оптиматів. У 70 до н. е. виступає захисником Верреса на відомому судовому процесі. Після цього через деякий час бере участь у Третій Мітридатовій війні під командуванням Гней Помпея Великого. У 67 році до н. е. стає легатом у військах останнього, який вже боровся на той час із піратами на Середземному морі. Помпей направив Сізенну із дорученням до Метелла на острів Крит. Тут Луцій Корнелій Сізенна захворів й невдовзі помер.

## Творчість
Сізенну вважають найвидатнішим істориком свого часу. Його твір називався «Історія» і складався з 12 книг. Тут давався опис історії з часів Союзницької війни й до смерті Сулли у 78 році до н. е. Всього відомо 137 фрагментів «Історії» Луція Сізенни. У цій праці описувалися події, які приблизно відповідали життю Сізенни. Так, у першій книзі велося розповідь про події Союзницької війни, хоча там же містилися розповіді про далеке міфічне минуле (швидше за все, як передмова). У його творі містилися, зокрема, промови, батальні сцени, етнографічні екскурси, записи про сни відомих осіб і провісників.
Крім цього Сізенна переклав латиною «Мілетські оповідки» Аристида Мілетського.